# Michiel Bartman
Michiel Bernhard Emiel Marie Bartman (Badhoevedorp, 19 mei 1967) is een voormalig Nederlands toproeier. Hij vertegenwoordigde Nederland bij verschillende grote internationale wedstrijden. Driemaal nam hij deel aan de Olympische Spelen en won hierbij in totaal drie medailles. Ook was hij succesvol bij de wereldkampioenschappen.

## Biografie
In 1988 verhuisde Bartman naar Amsterdam voor een studie economie. In zijn studietijd was hij lid van Nereus.
Zijn eerste grote succes boekte hij op het WK roeien 1995 in Tampere. Met een tijd van 5.55,54 veroverde hij een zilveren medaille bij de acht met stuurman. Het jaar erop wint hij bij de Olympische Spelen van Atlanta de gouden medaille op hetzelfde onderdeel. Met een tijd van 5.42,74 bleef de Holland Acht de Duitse roeiploeg en Russische roeiploeg, die in respectievelijk 5.44,58 en 5.45,77 over de finish kwamen, ruim voor. Op de Olympische Spelen van Sydney nam Bartman deel in de dubbel vier, samen met Jochem Verberne, Diederik Simon en Dirk Lippits. Het Nederlandse viertal drong via de eliminaties (2e in 5.54,57) en de halve finale (2e in 5.47,80) door tot de finale. Daar finishten ze als tweede met een tijd van 5.47,91 achter het Italiaanse team, dat de wedstrijd won in 5.45,56.
Op de Olympische Spelen van 2004 in Athene behaalde Bartman opnieuw een zilveren medaille, ditmaal in de acht. Na deze Spelen beëindigde hij zijn active roeicarrière en trad hij in dienst als roeicoach in de Verenigde Staten.

## Palmares

### roeien (dubbel twee)
- 1998: 7e Wereldbeker II in Hazewinkel - 6.29,11
- 1998: 9e Wereldbeker III in Luzern - 6.43,36
- 1998: 13e WK in Keulen - 6.20,79
- 2002: 10e Wereldbeker III - 6.29,57

### roeien (vier zonder stuurman)
- 2002: 5e WK in Sevilla - 5.48,46

### roeien (vier met stuurman)
- 1993: 7e WK in Račice - 6.19,65
- 1994:  WK in Indianapolis - 6.07,73

### roeien (dubbel vier)
- 1997:  Wereldbeker I in München - 6.27,03
- 1997: 9e Wereldbeker III in Luzern - 5:59.09
- 1997: 7e WK in Aiguebelette Lac - 6.06,70
- 1999: 4e Wereldbeker I in Hazewinkel - 6.12,36
- 1999: 4e Wereldbeker III in Luzern - 5.51,61
- 1999: 4e WK in St. Catharines - 6.30,80
- 2000:  Wereldbeker I in München - 6.07,95
- 2000:  Wereldbeker III in Luzern - 5.51,44
- 2000:  OS in Sydney - 5.47,91
- 2001:  Wereldbeker II in Sevilla - 6.02,47
- 2001:  Wereldbeker IV in München - 6.12,29
- 2001:  WK in Luzern - 5.42,64
- 2003:  Wereldbeker I in Milaan - 5.42,10
- 2003:  Wereldbeker III in Luzern - 5.44,60
- 2003: 12e WK in Milaan - 5.54,64

### roeien (acht met stuurman)
- 1995:  WK in Tampere - 5.55,54
- 1996:  OS in Atlanta - 5.42,74
- 2004: 4e Wereldbeker in Poznan Malta - 5.32,47
- 2004:  Wereldbeker in München - 5.54,33
- 2004:  OS in Athene - 5.43,75

Michiel Bartman · 
Ronald Florijn · 
Koos Maasdijk · 
Nico Rienks · 
Diederik Simon · 
Niels van Steenis · 
Niels van der Zwan · 
Henk-Jan Zwolle · 
Jeroen Duyster (stuurman)
Michiel Bartman · 
Dirk Lippits · 
Diederik Simon · 
Jochem Verberne
Michiel Bartman · 
Geert-Jan Derksen · 
Gerritjan Eggenkamp · 
Jan-Willem Gabriëls · 
Daniël Mensch · 
Diederik Simon · 
Matthijs Vellenga · 
Gijs Vermeulen · 
Chun Wei Cheung (stuurman)
1900: Carr & DeBaecke & Exley & Geiger & Hedley & Juvenal & Lockwood & Marsh & Abell ·
1904: Cresser & Gleason & Schell & Flanagan & Armstrong & Lott & Dempsey & Exley & Abell ·
1908: Gladstone & Kelly & Johnstone & Nickalls & Burnell & Sanderson & Etherington-Smith & Bucknall & Maclagan ·
1912: Burgess & Swann & Wormald & Horsfall & Gillan & Garton & Kirby & Fleming & Wells ·
1920: Jacomini & Graves & Jordan & Moore & Sanborn & Johnston & Gallagher & King & Clark ·
1924: Carpenter & Kingsbury & Lindley & Miller & Rockefeller & Sheffield & Spock & Wilson & Stoddard ·
1928: Stalder & Brinck & Frederick & Thompson & Dally & Workman & Caldwell & Donlon & Blessing ·
1932: Salisbury & Blair & Gregg & Dunlap & Jastram & Chandler & Tower & Hall & Graham ·
1936: Morris & Day & Adam & White & McMillin & Hunt & Rantz & Hume & Moch ·
1948: I. Turner & D. Turner & Hardy & Ahlgren & Butler & Brown & Smith & Stack & Purchase ·
1952: Shakespeare & Fields & Dunbar & Murphy & Detweiler & Proctor & Frye & Stevens & Manring ·
1956: Charlton & Wight & Cooke & Beer & Esselstyn & Grimes & Wailes & Morey & Becklean ·
1960: Rulffs & Schröder & F. Schepke & K. Schepke & von Groddeck & Hopp & Bittner & Lenk & Padge ·
1964: J. Amlong & T. Amlong & Budd & Clark & Cwiklinski & Foley & Knecht & Stowe & Zimonyi ·
1968: Meyer & Schreyer & Henning & Hottenrott & Ulbricht & Hirschfelder & Siebert & Ott & Tiersch ·
1972:  Hurt & Veldman & Joyce & Hunter & Wilson & Earl & Coker & Robertson & Dickie ·
1976: Baumgart & Döhn & Klatt & Lück & Wendisch & Kostulski & Karnatz & Prudöhl & Danielowski ·
1980: Krauß & Koppe & Kons & Friedrich & Doberschütz & Karnatz & Dühring & Höing & Ludwig ·
1984: Turner & Neufeld & Evans & Main & Steele & Evans & Crawford & Horn & McMahon ·
1988: Maennig & Möllenkamp & Mellinghaus & Schultz & Wessling & Eichholz & Domian & Rabe & Klein ·
1992: Wallace & Robertson & Forgeron & Barber & Marland & Rascher & Crosby & Porter & Paul ·
1996: Zwolle & Simon & Bartman & Maasdijk & Van der Zwan & Van Steenis & Florijn & Rienks & Duyster ·
2000: Lindsay & Hunt-Davis & Dennis & Attrill & Grubor & West & Scarlett & Trapmore & Douglas ·
2004: Read & Allen & Ahrens & Hansen & Deakin & Beery & Hoopman & Volpenhein & Cipollone ·
2008: Light & Rutledge & Byrnes & Wetzel & Howard & Seiterle & Kreek & Hamilton & Price ·
2012: Adamski & Kuffner & Johannesen & Reinelt & Schmidt & Müller & Mennigen & Wilke & Sauer ·
2016: Durant & Ransley & Triggs Hodge & Gotrel & Reed & Bennett, Langridge & Satch & Hill ·
2020: Mackintosh & Bond & Murray & Brake & Williamson & Wilson & Kirkham & Macdonald & Bosworth ·
2024: Bolding & Carnegie & Gibbs & Ford & Dawson & Elwes & Digby & Rudkin & Brightmore